# Hanna Rydh
Hanna Albertina Rydh, senare Rydh-Munck af Rosenschöld, född 12 februari 1891 i Adolf Fredriks församling i Stockholm, död 29 juni 1964 i Johannes församling i Stockholm, var en svensk arkeolog och politiker (Folkpartiet).

## Biografi
Hanna Rydh var dotter till direktören Johan Albert Rydh och Matilda Westlund samt kusin till Edvard Ryd. Efter studentexamen vid Wallinska skolan i Stockholm 1910 blev hon 1915 filosofie kandidat vid Stockholms högskola.
År 1919 disputerade Hanna Rydh i arkeologi vid Uppsala universitet som den första kvinnan i Sverige med avhandlingen Dosformiga spännen från vikingatiden. Hon ledde arkeologiska undersökningar på Birka och Adelsö. Dessutom intresserade hon sig för Gotland under stenåldern och yngre järnåldern. Tillsammans med sin make Bror Schnittger grävde hon ut borgruinen Aranäs i Västergötland under åren 1916–1925. Hon deltog också i utgrävningar utanför Sverige. År 1924 var hon amanuens på Musée des Antiquités nationales med ansvar för de paleolitiska samlingarna och grävde då också i Pyrenéerna.
Efter Schnittgers död gifte Rydh om sig 1929 med Mortimer Munck af Rosenschöld, som var landshövding i Jämtlands län under perioden 1931–1938. Under åren som landshövdingefru i Östersund gjorde Rydh stora insatser för länets kulturarv och särskilt för Jämtlands läns museum – Jamtli. Hennes intresse för hemslöjd och framför allt sockendräkter var kopplat till ett socialt och feministiskt engagemang. 
Hon var ordförande för Fredrika-Bremer-Förbundet 1937–1949 samt dess internationella motsvarighet International Alliance of Women 1946–1952. Hon var ordförande för Kommittén för ökad kvinnorepresentation 1937-1948.
Hon kandiderade som första kvinna i Sverige till att efterträda sin man som landshövding då denne gick i ålderspension 1938. 
Hanna Rydh var riksdagsledamot för Folkpartiet i andra kammaren för Stockholms stads valkrets åren 1943–1944. I riksdagen drev hon särskilt frågan om att förbättra situationen för offentliganställda kvinnor, som portvakter och lärarinnor.
Rydh var hängiven antinazist. Hon gav 1940 ut skriften Frihet och demokrati, där hon förde demokratins talan och varnade för diktaturernas upprustning. Hon deltog också i den antinazistiska organisationen Tisdagsklubbens möten. Rydhs antinazistiska arbete ledde till att hon beskrevs som "anglobolsjevik och feminist" i den nazistiska skriften Vem är vem i folkfronten?.
Hanna Rydh ledde 1953–1954 en arkeologisk expedition till Rang Mahal i nordvästra Indien nära gränsen till Pakistan. Där påträffades lämningar av både tempel och vanliga boningshus från perioden 200–600 e.Kr. Bland de viktigaste fynden fanns vackert utformad keramik, ingående analyserad och beskriven i bland annat boken Rang Mahal: the Swedish archaeological expedition to India 1952–1954 (1959). En del av Hanna Rydhs arkeologiska fynd finns i dag i Världskulturmuseernas samlingar.
Hanna Rydh utgav många populärvetenskapliga skrifter.

## Eftermäle
Hanna Rydhs gata i Fruängen i Stockholm har fått sitt namn till hennes minne. Hon är begravd på Norra begravningsplatsen utanför Stockholm.